# Papain

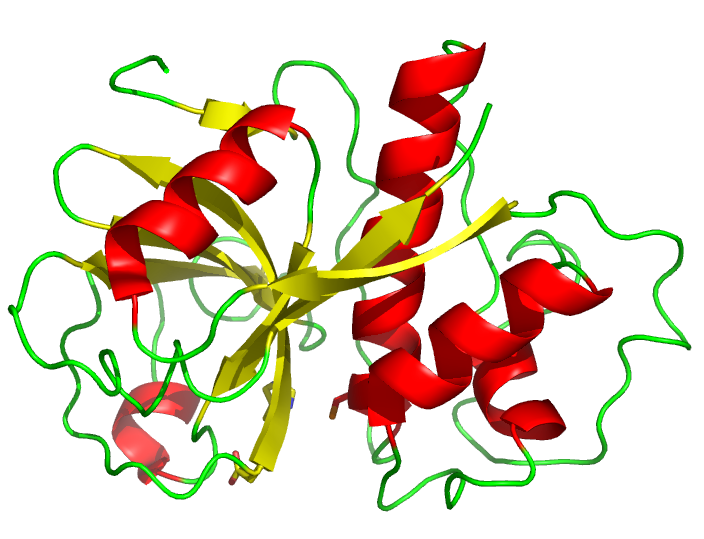
Papain từ nhựa đu đủ

Papain là một loại men phân giải protein tồn tại trong nhựa đu đủ. Enzym papain rất tốt cho hệ tiêu hóa, giúp tiêu hóa các thức ăn giàu protein một cách dễ dàng hơn. Nó có thể giúp phân giải và loại bỏ những lớp da chết trên bề mặt cơ thể. Vì vậy, nó thường được dùng trong lĩnh vực chế biến các loại mỹ phẩm.